# Flughafen Gorno-Altaisk

i7
i11
i13
Der Flughafen Gorno-Altaisk (IATA-Code: RGK, ICAO-Code: UNBG) ist der Flughafen der russischen Stadt Gorno-Altaisk in der Republik Altai. Er liegt 8 Kilometer westlich des Zentrums der Stadt, die Start- und Landebahn erstreckt sich nord-südlich entlang des östlichen Ufers des Flusses Katun. Von dem Flughafen werden neben Moskau auch einige weitere russische Städte angeflogen. Mit der Stadt Gorno-Altaisk ist der Flughafen über eine Busverbindung und Taxis verbunden.

## Geschichte
Der Flughafen wurde 1968 eröffnet. Im Jahr 1972 wurde die Start- und Landebahn verbessert, sodass größere Flugzeuge landen konnten. Der Betrieb am Flughafen wurde 1995 eingestellt und 2010 wieder aufgenommen. Im Jahr 2011 wurden die neugebauten Flughafengebäude in Betrieb genommen und die Landebahn auf 2300 m verlängert.
Seit 2024 gehört der Flughafen 100 % Sberbank. Im Jahr 2024 wurde angekündigt, dass der Flughafen modernisiert und vergrößert werden soll, so ist es geplant, die Start- und Landebahn um 500 m zu verlängern, die Kapazität des Flughafens von 150.000 auf 1,5 Mio. Passagiere zu verzehnfachen und ihn zu einem internationalen Flughafen hochzustufen. Jährlich 250.000 ausländische Touristen sollen dort ankommen, zum Beispiel 150.000 aus China.